# Rafał Leśkiewicz
Rafał Leśkiewicz (* 1977) ist ein polnischer Historiker und Manager. Er ist seit August 2021 Pressesprecher des Instituts für Nationales Gedenken (IPN).

## Leben

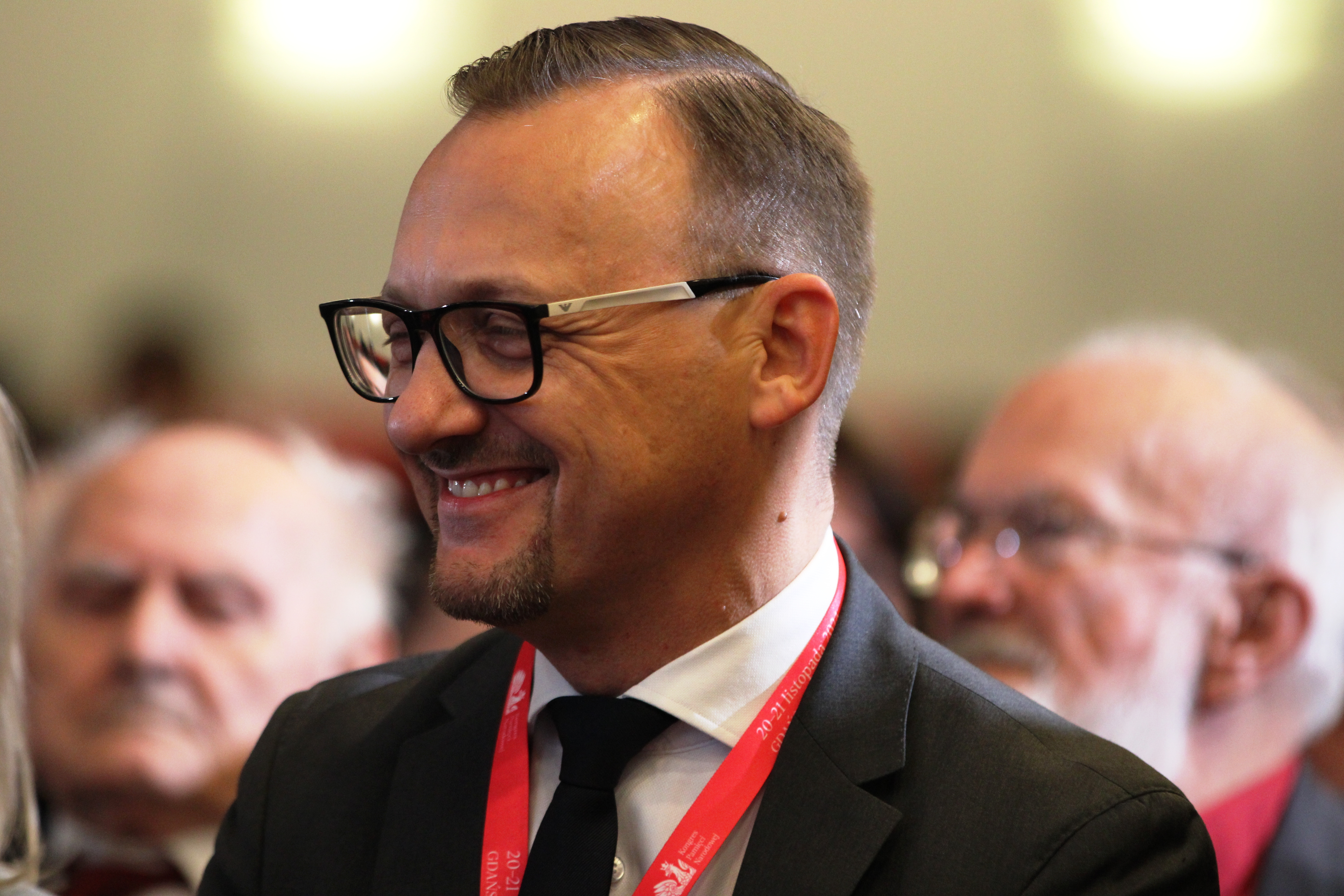
Rafał Leśkiewicz

Leśkiewicz absolvierte ein Studium im Fach Geschichte an der Universität Ermland-Masuren in Olsztyn, wo er 2008 auch promovierte. Zudem schloss er an der Wirtschaftsuniversität Poznań ein Aufbaustudium im Bereich Management ab. Darüber hinaus absolvierte er weitere postgraduale Studien an der Szkoła Główna Handlowa w Warszawie (SGH Warsaw School of Economics) und der Technischen Universität Warschau.
Seit 2006 arbeitet er – mit kurzer Unterbrechung – an leitenden Stellen im Institut für Nationales Gedenken. Unter anderen leitete er 2010 bis 2016 das IPN-Archiv.
Im Juni 2016 wurde er zum Leiter des Zentralen Informationsbüros ernannt, einer Institution, die dem damaligen Ministerium für Digitalisierung unterstand. Danach war er von September 2016 bis 2020 als Experte im Ministerium für Digitalisierung tätig. Nach dessen Auflösung wechselte er in die Kanzlei des polnischen Ministerpräsidenten.
Im Institut für Nationales Gedenken war er 2016 und von 2019 bis 2021 als stellvertretender Leiter des Büros für Historische Forschung tätig sowie 2017 bis 2019 als Leiter des IT-Büros. 2019 wurde er zudem zum Beauftragten des IPN-Leiters für die Erforschung des Okkupationsterrors im besetzten Polen 1939 bis 1945 berufen.
Am 30. August 2021 wurde er zum IPN-Pressesprecher ernannt. Seit September 2021 leitet er auch das dortige Büro des Pressesprechers.
Außerdem ist er Chefredakteur des IPN-Portals przystanekhistoria.pl, für dessen Gründung er zuständig war.
Leśkiewicz ist Autor, Co-Autor bzw. Herausgeber zahlreicher Bücher und Aufsätze.

## Ehrungen
- Verdienstkreuz in Bronze (Brązowy Krzyż Zasługi), 2009,[6]
- Verdienstkreuz in Gold (Złoty Krzyż Zasługi), 2015,[7]
- Medaille zum hundertjährigen Jubiläum der wiedererlangten Unabhängigkeit (Medal Stulecia Odzyskanej Niepodległości), 2020